# Arslan Kasimski
Arslan (tatarsko Арслан, ارسلان, Arslan, rusko Араслан Алеевич, Arslan Alejevič‎) je bil od avgusta 1614 do aprila 1626 kan Kasimskega kanata, * 16. stoletje, Sibirski kanat, † 24. april 1626, Kasimov, Kasimski kanat.
Bil je sin sibirskega kana Alija in vnuk kana Kučuma. Pred prihodom na kasimski prestol je bil sibirski knez.

## Življenje
Leta 1598 je sibirskega kana Kučuma premagal taraški guverner Andrej Vojejkov in ujel številne kanove žene, otroke in vnuke. Med ujetniki je bila tudi Hanzada, žena kanovega najstarejšega sina Kučuma Alija s sinom, hčerko in pastorkom Arslanom. Čez nekaj časa so bili ujetniki osvobojeni in preseljeni h kanu Urazu Mohamedu v Kasimov in sibirskemu kanu Mohamedu Kuliju. Arslan je najverjetneje ostal v Kasimovu.
Leta 1603/1604 je bil na sprejemu pri carju Borisu Godunovu. Leta 1610/1611 je veliko Tatarov ubitega kasimskega kana Uraza Mohameda vstopilo v Arslanovo službo in se od maja 1612 do leta 1613  skupaj z njim vojskovalo na strani carja Mihaela in kneza Požarskega proti Poljakom in Litovcem.
6. (16. marca) 1614 je dobil s kasimskega dvora dopis, da je imenovan za kasimskega kana, vendar je bil uradno razglašen šele  šele 6. (16. avgusta) 1614.   Med njegovimi dvorjani je bilo 25 kasimskih in 11 sibirskih Tatarov, 7 Nogajcev, 5 Rusov in 6 drugih.
Leta 1616 je bil v Moskvi, ko je bil tam angleški veleposlanik John Merrick, in razen urejal nekaj zadev v zvezi s svojim vladarskom položajem. Leta 1617 je bil ponovno v Moskvi in se sprl s perzijskim veleposlanikom. V Moskvo se je spet vrnil leta 1623.
Car Mihael je z odlokom 16. (26.) oktobra 1621 bistveno omejil pristojnosti in pravice služečih Tatarov. Kasimskim kanom je odvzel tudi pravico do pobiranja sodnih taks, ki so prej pripadle njim.
Arslan je oviral širjenje pravoslavja med svojimi podaniki, zato se je guverner večkrat pisno pritožil carju, da je "Arslan Alejevič zlo novo krščenih Tatarov in Rusov". 

## Smrt
Datum Arslanove smrti ni zanesljiv. Zelo verjetno je umrl 24. aprila 1626. Nasledil ga je sin Sajid Burhan.

## Žene in otroci
Arslan je imel štiri žene in najmanj tri otroke.
- Saltan Bike
- Fatima Sultan (okoli 1605), hčerka Ak-Mohameda Sajida Šakulova, s katero je imel
  - hčerko Alma Bike, poročeno s knezom Mohamedom Kulijem
  - sina in naslednika Sajeda Borhana
- Nag Saltan (1613/1614-1619/1620), sestra sibirskega murze Isineja Karamiševa
- Karačaj (okoli 1615), hčerka Iberdeja Abiza in vdova Azima Kučumova, s katero je imel hčerko
  - Saltikaj (rojena 1616)